# Aragonit
Az aragonit egy karbonátásvány, a kalcium-karbonát rombos kristályrendszerű ásványa. Kristályai oszlopok, sokszor tű alakú halmazok; gyakoriak az összenőtt többszörös ikerkristályok. Az aragonit rostosan, gömbösen, kéreg módjára, és ágas-bogas formában is megtalálható. A színeződéseket elsősorban a vastartalom okozza. A láng hatására kissé megduzzad és apró durva szemekké vagy porrá hullik szét. Kristályait leginkább tömeges kőzetekben, érctelérekben találják. Az aragonitcsoport más tagjaival (cerusszit, stroncianit, witherit) gyakran képez elegykristályokat. A kalcit hőmérséklet hatására gyakran alakul át aragonittá.

## Keletkezése
Hidrotermásan magas mésztartalmú folyadékokból válik ki magmás kőzetekben utómagmatikus körülmények között. Gyakori az üledékes képződése forrásvizekből, de tömeges kiválásai ismertek tengeri üledékekben más karbonátokkal együtt.
Kísérő ásványok: magmatikus képződésnél: zeolitcsoport ásványai, kalcit, kalkopirit; üledékekben: kalcit, sziderit, limonit és dolomit.
Hasonló ásványok: kalcit, barit, stroncianit, cölesztin, topáz, nátrolit.

## Előfordulása
Németországban a Kaiserstuhl vidékén. Csehországben több helyen megtalálható. Jellemző a Spanyolországban az aragóniai előfordulás, amelyről elnevezése származik. Ausztria területén Karintiában található tömegesen. Olaszországban Szicíliában és a Vezúv vidékén fordul elő nagyobb mennyiségben. Jelentős előfordulások vannak Franciaország területén. Az Egyesült Államok területén Arizona és Új-Mexikó szövetségi államokban vannak nagyobb lelőhelyek.

### Magyarországi előfordulása
A magmatikus kőzeteknél gyakori a megjelenése: a Velencei-hegységben és a Badacsony területén, de a Balaton-felvidéki bazalthegyek mindegyikén megtalálhatók tűs kristályai. Dorog és Kesztölc közelében több kisebb-nagyobb barlangban (pl. Sátorkő-puszta) cseppköves, fürtös, kristályos előfordulások vannak, melyek a feltört CO2 tartalmú hévizes forrásokból való kiválás eredményei. Tokod, Süttő, Bajót, Piszke (Lábatlan) és Felsőgalla (Tatabánya) térségében a mészkövekben gyakran fordul elő aragonit. A Budai-hegység dolomitjaiban a Gellérthegyen, az Ördög-orom, Csillaghegy, Róka-hegy, Martinovics-hegy kőfejtőiben tiszta fennőtt aragonit kristályok vannak, kalcit, barit, gipsz és goethit társaságában.
Budapesten a Gellért-hegyben a Szent Iván-barlangból egy kutatófúrást mélyítettek 1964-ben, amivel felfedezték az Aragonit-barlangot, melynek falait vastag kéregben borították a kristályok. A barlangot a nagyközönség számára nem nyitották meg.

## Martonháza aragonitbarlangja
A szlovákiai Martonházán a Várhegy északkeleti oldalán 660 m magasan nyílik az 1954-ben felfedezett Martonházi-aragonitbarlang, 1972 óta látogatható. A barlang mintegy 400 millió éves fillitekbe ágyazott kristályos mészkőlencsében alakult ki mintegy 95–65 millió évvel ezelőtt. A mészkő egy része hidrotermális hatásra átalakult ankerittá és szideritté. A repedések mentén ezek a kőzetek a beszivárgó csapadékvíz hatására elmállottak, így keletkezett az okker. Ez azután később részben kimosódott, a helyén üregek jöttek létre. A barlangban ma is láthatók a fehér és a kékesszürke színű kristályos mészkőben kialakult okkermaradványok. Mégis a leglátványosabb a folyosók és termek mennyezetét meg oldásfülkéit borító, gombafonalakra emlékeztető ágas-bogas vasvirágcsoportok, vese, tű és spirális alakzatok. Ezek a föld alatti zárt térség sajátos hidrokémiai és klimatikus körülményei között jöttek létre.

## Képek

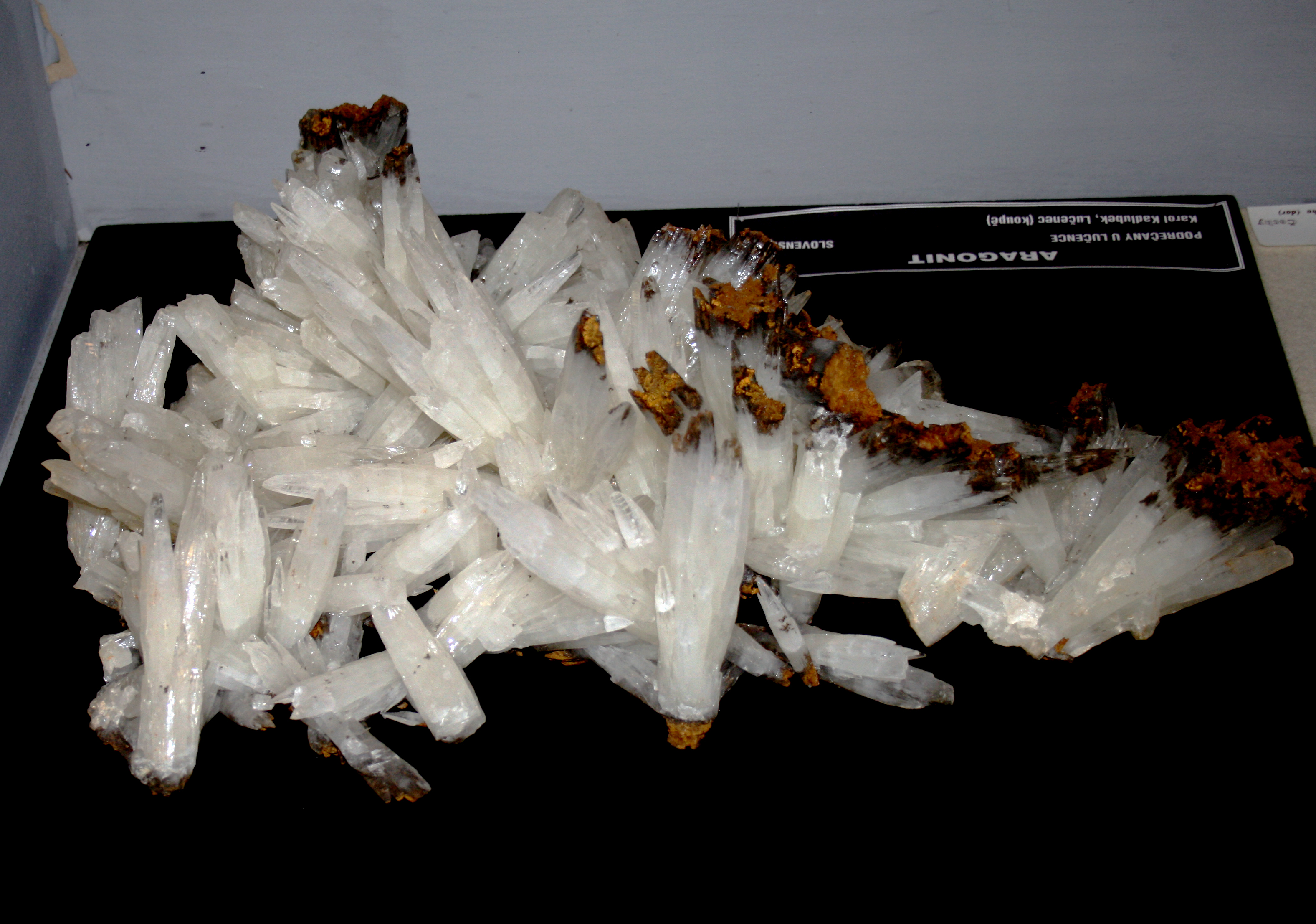
Aragonit Szlovákiából
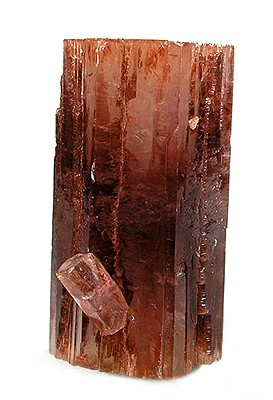
Klasszikus vöröses-barnás színű aragonit
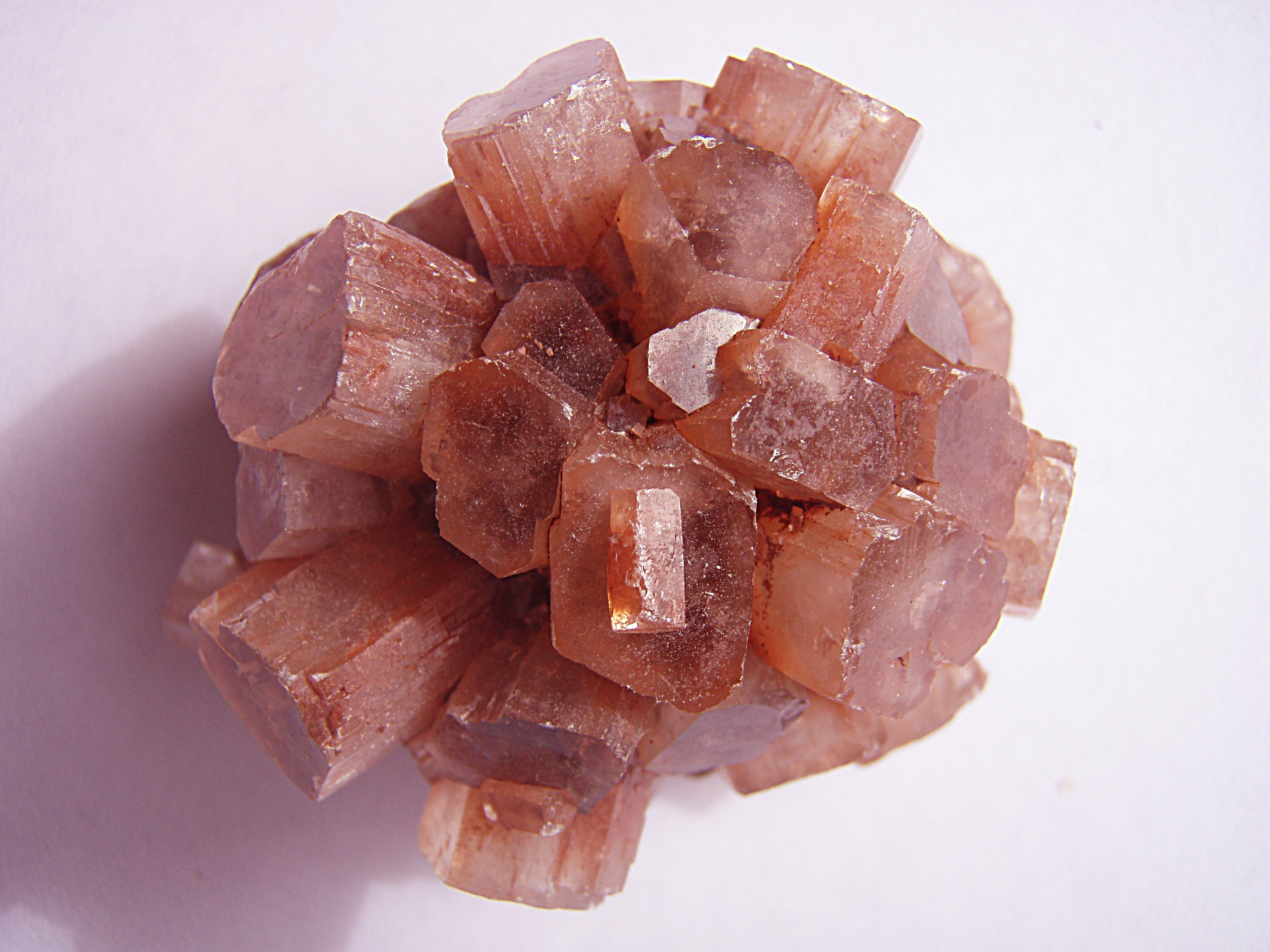
Aragonit rózsa
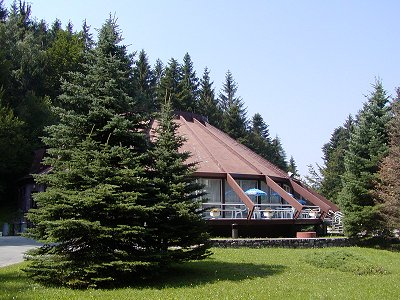
Az aragonitbarlang bejárata